# Louis Canivez

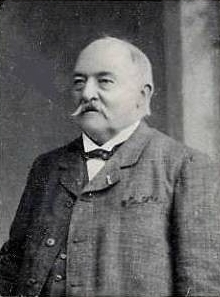
Louis Canivez

Louis Canivez (* 24. April 1837 in Binche; † 18. November 1911 in Ittre) war ein belgischer Komponist und Dirigent.

## Leben
Louis Canivez erhielt mit 9 Jahren seinen ersten Musikunterricht und wurde Chorknabe im Kollege seiner Geburtsstadt. Im bischöflichen Gymnasium St. Augustinus lernte er Klappenhorn spielen und wurde Mitglied des Fanfare-Orchesters in diesem Gymnasium, in dem ein späterer weiterer Komponist und Militärkapellmeister, Jules Painparé, ebenfalls musizierte. Weiterhin war er Mitglied des Gesangvereins Les Amis d’Orphée, wurde dort später auch Dirigent und dirigierte sein erstes Konzert mit 13 Jahren im Theater von Bergen. Etwas später gründete er in Villers-Saint-Ghislain einen Chor, bildete alle Sängerinnen und Sänger an Blasinstrumenten aus und daraus wurde dann ein Fanfare-Orchester, das er bis 1870 dirigierte. Selbst spielte er inzwischen Flügelhorn in dem Fanfare-Orchester in Binche unter der Leitung von Fréderic Saupe, der wiederum Ex-Kapellmeister des Musikkorps der belgischen Grenadiere war. Bei diesem Fréderic Saupe studierte er Harmonielehre bis 1856 und es entstanden die ersten Kompositionen.
Anfang Oktober 1856 wurde Canivez Lehrer in der Schule der Spiegelfabrik Manufacture de Glaces in Sainte-Marie-d’Oignies. Er unterwies die dortigen Arbeiter in Notenlehre und gab Unterricht für Blechblasinstrumente. Selbst musizierte er in dem Blasorchester dieses Unternehmens, das von Jean-Valentin Bender, dem Dirigenten des Groot Harmonieorkest van de Belgische Gidsen, dirigiert wurde, als Euphonium-Solist. 1857 wurde er zum Militär eingezogen und musizierte im Musikkorps des 9. Linien-Regiments als Flügelhornist.
Während der 7 Monate Militärmusikerzeit komponierte er diverse Märsche für das Musikkorps, die aber auch schnell von anderen Musikkorps gespielt wurden. Jean-Valentin Bender bat ihn gar, die Ouverture du Prétendant von Friedrich Wilhelm Kücken für Blasorchester zu arrangieren.
1858 dirigierte er die Société des Chœurs aus Tamines, Belgien, und 1860 wurde er Dirigent von La Marche de Saint Aloi in Châtelet, Belgien. 1875 zog er nach Charleroi und eröffnete einen Musikinstrumenten-Einzelhandel. Schnell nahm die Anzahl der Blas- und Fanfare-Orchester zu, die er dirigierte. Insgesamt kam er auf 38 Orchester zwischen 1858 und 1900. Mit den Orchestern erreichte er zahlreiche Preise und Auszeichnungen auf nationalen und internationalen Wettbewerben. Seine pädagogische Qualität findet sich auch in den Schulen für Blasinstrumente, insbesondere aber in der Ecole de Fanfare wieder. 1882 war er Vorsitzender der Jury im Grand Concours International in Genf.
Sein umfangreiches Œuvre für Blasorchester umfasst 22 Pas-redouble, 13 Märsche, zahlreiche Trauer- und Prozessionsmärsche, 5 Air Variés für diverse Blasinstrumente, Walzer, Polkas und Mazurkas.

## Werke

### Werke für Blasorchester
- Andante Religioso
- Bona Fortuna Ouverture, opus 224
- Fantaisie Variée sur des airs Styriens
- Fantaisie Variée
- Fantaisie Pastorale
- Fête au Bois Ouverture
- Florette Fantasie
- Impromptu
- Invocation
- La Printanière Fantasie
- La Thudinienne
- Le Glorieuses Ouverture
- Louise Ouverture
- Réveil Fantasie
- Sous les Tilleuls Ouverture
- Souvenir des Alpes
- Un Caprice Fantasie
- Une Fête sur la Néva Ouverture
- l’Union fait la Force Ouverture